# Серипола (Мачерата)
Серипола је насеље у Италији у округу Мачерата, региону Марке.
Према процени из 2011. у насељу је живело 79 становника. Насеље се налази на надморској висини од 466 м.